# 자극 야기성 다기능성 획득세포
자극 야기성 다기능성 획득세포(일본어: 刺激惹起性多能性獲得細胞, 영어: Stimulus-Triggered Acquisition of Pluripotency cells)는 영어 이름의 머리 글자를 따 STAP 세포(STAP cells)라고도 하는데, 유전적 조작이나 외부로부터의 단백질 주입 등이 없이, 외부로부터의 자극을 통해 분화 다능성(pluripotency)를 갖게 된 세포를 말한다. 이는 기존 생명과학 상식을 뒤집는 혁신적인 성과로 기대를 모았지만 일본 이화학연구소는 STAP 논문 조작·날조를 인정하고 논문을 철회하면서 헛소동으로 마무리 되었다.
2014년 1월 30일, 영국 네이처지에, STAP 세포 논문이 게재되었다. 일본 이화학연구소 오보카타 하루코 연구팀이 약산성 용액에 담그기만 하면 신체의 여러 조직이 되는 만능세포인 STAP 세포를 만드는 쥐 실험에 성공했다고 발표했다. 미국 브리검 여성병원과 일본 이화학연구소(Riken) 공동 연구팀의 논문 2편으로, 오보카타 하루코가 제1 저자이고 미국의 찰스 바칸티 박사가 교신 저자(책임 저자)였다. 미국 하버드 대학 연구팀과 공동 논문이었다는 보도도 있다.
2014년 4월 15일, 찰스 바칸티 하버드대 교수는 교토에서 열린 세계기관지학회 강연에서 "논문에서 뒤바뀐 사진의 수정은 이미 끝났다"며 "사진 날조 논란은 논문의 결론에 아무런 영향을 주지 않으며 STAP세포는 분명히 존재한다"고 말했다.
2014년 4월 16일, 사사이 요시키(笹井芳樹) 이화학연구소 발생재생과학종합연구센터 부센터장은 도쿄에서 기자회견을 열어 "STAP세포는 검증해야 할 가설이지만 합리성이 높은 가설"이라며 STAP세포의 존재 가능성에 힘을 실어 줬다.
2014년 4월 9일, 일본 이화학연구소 오보카타 하루코(31·여) 연구주임은 오사카의 호텔에서 기자회견을 열고 “STAP 세포 제작에 200회 이상 성공했다”고 말했다.
2014년 8월 5일, 일본 이화학연구소 오보카타 하루코 연구주임의 상사로서, 실험실 사용을 승인했던 사사이 요시키 박사(52)가 자살했다. 사사이 박사는 유도만능줄기세포로 2012년 노벨상을 받은 교토대 야마나카 신야 교수와 라이벌이었다. 유도만능줄기세포는 체세포에 복잡한 조작을 가하면 줄기세포로 바뀐다는 연구이며, 노벨상을 수상했다. STAP 세포는 체세포에 매우 간단한 조작을 가하면 줄기세포로 바뀐다는 연구이다. 하나는 노벨상, 하나는 논문조작의 평가를 받았지만, 둘 다 체세포에 인위적인 조작을 가하면 줄기세포로 바뀐다는 내용이다.
2015년 11월 2일 일본 와세다 대학이 STAP 세포 논문의 저자였던 오보카타 하루코(小保方晴子) 전 이화학연구소 연구원(32)이 2011년 와세다 대학에서 받은 박사 학위를 취소했다.

## 같이 보기
- 오보카타 하루코